# Anatolij Julin
Anatolij Julin (rusky Анатолий Иванович Юлин) (9. března 1929 – 29. srpna 2002) byl sovětský atlet. Jeho specializací byl běh na 400 metrů překážek. V této disciplíně se stal v roce 1954 mistrem Evropy.
Specializoval se na běh na 400 metrů překážek. Na olympiádě v Helsinkách v roce 1952 doběhl čtvrtý, na další olympiádě v Melbourne skončil v semifinále. Překvapivě zvítězil na této trati na evropském šampionátu v Bernu v roce 1954, když si zároveň vytvořil osobní rekord 50,5 s. Při startu na mistrovství Evropy o čtyři roky později doběhl ve finále běhu na 400 metrů překážek pátý.